# Lalidersalm

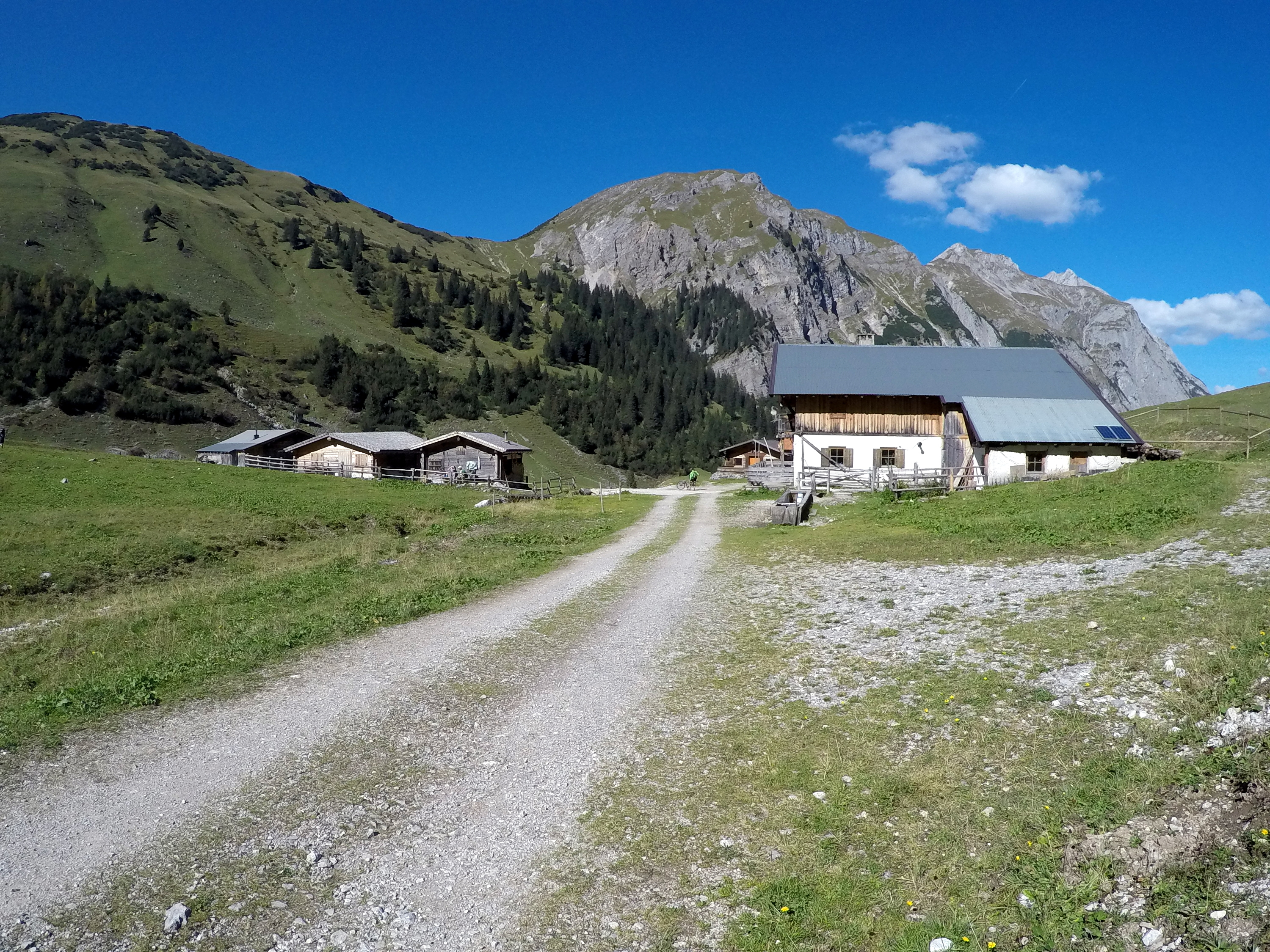
Le Lalidersalm

Le Lalidersalm est un alpage dans le massif des Karwendel. Il se situe dans la municipalité de Vomp dans le Tyrol dans la Laliderer Tal.
L'alpage n'est pas géré et n'offre pas de logement, la base la plus proche est à environ 1 300 mètres plus à l'ouest et 322 m plus haut, la Falkenhütte.

## Source de la traduction
- (de) Cet article est partiellement ou en totalité issu de l’article de Wikipédia en allemand intitulé « Lalidersalm » (voir la liste des auteurs).